# Charles Adams Mosher
Charles Adams Mosher (7 de mayor de 1906 – 16 de noviembre de 1984) fue un Representante estadounidense por Ohio.
Charles Adams Mosher nació en Sandwich, Illinois.  Se graduó por el Instituto de Estudios Secundarios de Sandwich y el Oberlin College en 1928.  Fue empleado en la prensa diaria en Aurora, Illinois, y Janesville, Wisconsin de 1929 a 1940. Fue presidente y gerente de la compañía de impresión Oberlin (Oberlin Printing Company) y redactor-editor del Oberlin News-Tribune desde 1940 a 1961. Fue concejal del Ayuntamiento de Oberlin, desde 1945 a 1951.  Fue miembro del Senado del Estado de Ohio desde 1951 a 1960, miembro de la Comisión de Administración Legislativa de Ohio desde 1947 hasta 1959, y vicepresidente de la Comisión de Encuesta Escolar de Ohio desde 1954 a 1955. Fue delegado de la Conferencia de la Casa Blanca sobre la Educación en 1955, Director de la Mejora y el Desarrollo de la Corporación Oberlin y miembro de la Comisión Presidencial sobre Ciencias del Mar, Ingeniería y Recursos, desde 1967 hasta 1969. En 1961 figuraba en la lista del Comité de Ciencia y Astronáutica. Dicho Comité estaba presidido por Overton Brooks, y por lo tanto contribuyó a lo que ahora se conoce como el 'Informe Brookings' (1961). El informe aborda las implicaciones a largo plazo para la sociedad americana de la exploración del espacio. 
Mosher fue elegido como republicano en el 87.º Congreso y para los siete congresos siguientes.  No se presentó para la reelección en 1976. Fue Director Ejecutivo del Comité de Ciencia y Tecnología en Washington D. C., desde 1977 a 1979. Fue socio del Centro Internacional para Académicos Woodrow Wilson en el Instituto Smithsoniano en 1980. Recibió su doctorado por la Universidad de Oberlin en 1982. Residió en Oberlin, Ohio, hasta su muerte, el 16 de noviembre de 1984.